# Isabella Mamatis
Isabella Mamatis (* 28. November 1955 in Berlin) ist eine deutsche Schauspielerin, Regisseurin, Autorin und  Produzentin für Theater und Hörspiele.

## Leben
Isabella Mamatis ist die Tochter des griechischen Kaufmanns für Cinematografie Dimitri Mamatis und der Sängerin Manuela Mamatis, geb. Gerster (Enkelin des Komponisten Ottmar Gerster). 1957 nach dem Tod des Vaters kam sie nach Braunfels/Lahn (Nordhessen) zur Tante, die 1964 verstarb. 1967 siedelte sie zu ihrer Mutter in die DDR über, wo sie als Staatenlose in Ostberlin weiter zur Schule ging und eine Ausbildung zur Physiotherapeutin absolvierte. 1974 zog Isabella Mamatis zurück nach Westberlin. Hier bekam sie die deutsche Staatsangehörigkeit. Von 1978 bis 1982 studierte sie Schauspiel an der Universität der Künste Berlin. 1982 war sie Mitbegründerin des Theaters zum westlichen Stadthirschen. In den 1980er Jahren spielte sie in Inszenierungen von Peter Stein an der Schaubühne,  Henning Rühle, Frankfurter Schauspiel, George Tabori, Heinrich Gieskes, Elke Petri und Yves Jansen. Als textende Sängerin spielte sie auch Bass in der New-Wave-Band ComboNoa. Ab 1991 führt sie Regie, schrieb Theaterstücke mit experimentellem Formaten und realisierte Hörspiele. Sie komponierte am Flügel – Veröffentlichungen bei Spotify. 1993 und 1996 wurden ihre Kinder geboren. Mit ihrem offenen Theaterformat Lange Tafel erreicht sie seit 2006 weltweite Anerkennung. 2021 erhielt sie in Berlin das Bundesverdienstkreuz für ihre Lange Tafel.

## Künstlerisches Schaffen

### Kunstpreise
- 1982: Karl Hofer – Preis der Hochschule der Künste, Berlin – West für das Abschlussprojekt  Montag, Dienstag, Donnerstag – falsch mit dem Theater zum Westlichen Stadthirschen
- 1995: Deutscher Literatur-/Theaterpreis, zusammen mit dem Bühnenbildner Marc Deggeler für die beste Inszenierung Apokalypse unserer Tage, eine theatrale Partitur zum Alltagsleben im KZ Sachsenhausen
- 2021: Bundesverdienstkreuz – für ihr Lebenswerk Lange Tafel – eine Inszenierung für Kunst und Kommunikation im öffentlichen Raum

### Gründungen und Produktionen
1990 gründete sie die „Isabella Mamatis Theaterproduktion“ mit Ausrichtung auf einen eigenwilligen Inszenierungsstil, den sie „Theatrale Partitur“ nennt. Unter diesem Begriff erarbeitete sie bis 2001 die Inszenierungen: Das Erbe, Memento Mori, Schillerlocken – Wenn Schillers Frauen locken, Gladiatoren, Tod Liebe Verklärung, Apokalypse unserer Tage und Die Vögel nach Aristophanes. Mamatis bedient sich für ihre theatralen Kompositionen filmischer Elemente, stilisierter Körpersprache und Sprache, Choreografie und Klang, die sich zu einem Erzählstrang zusammenfügen, der nicht linear, sondern in assoziativen Bildern verläuft (dramaturgische Zusammenarbeit mit Lutz Gümbel).
1996 rief sie mit dem Klangkünstler Peter Tucholski das Hör-Theater als begehbare Installation, die Lichtprojektionen, Klang, Sprache und Publikum zu einer Einheit verschmelzen lässt, ins Leben. Im gleichen Jahr folgte die Berliner Festspielproduktion und Deutschlandradio – Titel Die Jäger am Tisch. Mit der Arbeit an Die Jäger am Tisch begann Mamatis, die Trennung zwischen Publikum und Kunstwerk aufzuheben. Diesen Ansatz greift sie wieder bei dem Aufführungskonzept der Langen Tafel auf, als interaktive Inszenierung im öffentlichen Raum.
Von 1996 bis 2000 realisierte Mamatis die Hörspielserien Die Abenteuer des Odysseus, homerischer Text umgewandelt in Gegenwartssprache sowie Vom Anfang der Welt, neun Schöpfungsmythen verschiedener Religionen. Beide Produktionen wurden für den Schweizer Rundfunk produziert (Zusammenarbeit mit Lutz Gümbel und Peter Tucholski).
2003 gründete sie die „Bühne für Wirtschaft und Kultur“ als eine Kommunikationsplattform für Präsentationen und interkulturelle Kompetenzen. Mit dem Siemens-Turbinenwerk arbeitete sie von 2004 bis 2006 für die Entwicklung interaktiver Kompetenzen bei Präsentationen zusammen.
Isabella Mamatis ist Begründerin der Langen Tafel, die sie im Format eines Dreiakters 2006 als interaktive Inszenierung für eine nachbarschaftliche Kommunikation im Bergmannkiez in Berlin zum ersten Mal präsentierte, und seitdem unter wechselnden Themen von dort aus in die Welt bringt.
Sie gründete in Berlin in 14 Stadtteilen die Lange Tafel, z. B. Reuterkiez, Leopoldplatz und Märkisches Viertel, ging dann über Hamburg und Düsseldorf 2016/17 nach Los Angeles an die California State University, 2017 nach Puna (Indien), an die Orchid School und 2018 nach Bobo-Dioulasso (Burkina Faso). Die theatrale Bürgerinszenierung für Kunst und Kommunikation im öffentlichen Raum ermöglicht interaktives Lernen im Dialog der Generationen und erreicht integrative Wirkung, in der sich alle, die an der 200 m langen Tafel sitzen, beim gemeinsamen Spaghetti-Essen auf gleicher Augenhöhe begegnen. Die Dialoganimation zwischen Künstler und Bürger motiviert den Austausch zwischen Kulturen und Religionen. Es folgten weitere Lange Tafeln, die als Friedenskunstwerk um die ganze Welt gehen, hinzu kamen 2020 die Mongolei und Thailand.
2010 gründete Mamatis „www.Denk-mal-fuer-migration.com“ als virtuelles Denkmal zur Entwicklung einer neuen Erzähltradition über gelebte Migrationserfahrung. Unter dem Titel Die Abenteurer des Homo Migrantes Teil 1,2,3, u.s.w. soll das kollektive Wissen über Migration kulturell verarbeitet werden, um Katharsis und Reflexion zu ermöglichen. 2012 folgte Planet der Herzen, die erste Inszenierung mit Behinderten und Nicht-Behinderten, in der sechs generationsübergreifende Migrationshelden ihre Abenteuer erzählen. Die Welturaufführung fand im Babylon am Rosa-Luxemburg-Platz statt.
In ihren Arbeiten wird Isabella Mamatis von den Kunstrichtungen Fluxus und Unsichtbares Theater sowie der Bildenden Kunst des Expressionismus, experimenteller Musik (Soundcollagen) und dem Zufall als Kompositionsmethode beeinflusst. Künstlerische Wahlverwandtschaften verbinden sie mit Peter Brook, Robert Wilson, Pina Bausch, Wassily Kandinsky, Else Lasker-Schüler, John Cage, Augusto Boal und Amon Tobin.

### Theaterrollen (Auswahl)
- Rolle: Ive in Bambule von Ulrike Meinhof, inszeniert von Henning Rühle am Schauspiel Frankfurt
- Rolle: Prudence in Trotz aller Therapie von Christopher Durang, inszeniert von Donald Bergenhoff am Schauspiel Frankfurt
- Rolle: Die K in Kalldewey von Botho Strauß, inszeniert von Heinrich Gieskes am Schauspiel Frankfurt

### Filmrollen (Auswahl)
- 1991: The Party: Nature Morte, Regie: Cynthia Beatt

## Kooperationspartner
Seit 1989 arbeitete Mamatis mit zahlreichen Veranstaltern, Einrichtungen und Medien zusammen. Darunter waren u. a.
- Akademie der Künste Berlin, Berliner Festwochen, Deutschlandradio – Berlin DRS Zürich,
- Ensemble-Theater Wien, Goethe-Institut Amsterdam, Hebbel-Theater Berlin,
- Kai Theater Brüssel, De Bali Theater Amsterdam, Literaturhaus Berlin,
- Radio Brandenburg, Senat für Wissenschaft, Forschung und Kultur – Berlin,
- Sender Freies Berlin, RBB, Shaffy Theater Amsterdam, Schauspiel Frankfurt,
- TAT, Stadttheater St. Gallen, Stadttheater Augsburg, Stadttheater Heidelberg,
- Stadttheater Freiburg, Stadttheater Nürnberg, Theaterspektakel Zürich,
- Peeneaale, 48h Neukölln, Deutsches Theater, Berlin – die Hauptstadtkampagne.